# Finary
Finary est une start-up française fondée en 2020 et basée à Paris, spécialisée dans les technologies financières et dans la gestion de patrimoine numérique. 
Initialement conçue comme une plateforme d’agrégation d’actifs, Finary s’est progressivement transformée en banque d'investissement privée en ligne depuis 2022, dans les domaines des cryptomonnaies et de l’assurance-vie.

## Histoire
En 2020, les deux associés Mounir Laggoune et Julien Blancher lancent une application mobile et application web qui permet de suivre et gérer l’ensemble de son patrimoine en ligne, y compris l’immobilier, les comptes bancaires, les placements financiers et les cryptomonnaies. Une chaîne YouTube francophone du même nom consacrée à l’investissement financier est également créée en décembre 2020 et animée par Mounir Laggoune,,.
En 2021, Finary réalise une première levée de fonds de 2,2 million d’euros afin d’accélérer son développement.
En mars 2022, l’entreprise annonce une levée de 8 million d’euros menée par Y Combinator, avec la participation de Speedinvest et de Business angel comme Steve Anavi et Alexandre Prot (confondateurs de Qonto), ou encore Eric Demuth (Bitpanda). L’objectif est de renforcer l’offre technologique et de poser les base d'une transformation de Finary en une banque privée,.
En octobre 2022, Finary obtient le statut de prestataire de services sur actifs numériques (PSAN) auprès de l'AMF. Avec ce statut, Finary devient une banque privée, permettant à ses utilisateurs d'investir directement sur la plateforme, dans un premier temps dans les cryptomonnaies,.
En 2024, l’entreprise revendique l’agrégation de plus de 75 milliards d’euros d’actifs pour plus de 250 000 utilisateurs, et annonce son souhait de se développer à l’international dans les prochaines années.
En février 2025, Finary poursuit sa transformation vers une banque privée d'investissement numérique en élargissant son offre avec une assurance-vie développée en partenariat avec BlackRock et Generali,,. À cette occasion, l’entreprise revendique avoir doublé le nombre d’utilisateurs de sa plateforme avec plus de 500 000 utilisateurs inscrits.